# Веста (завод)
«Веста» — машиностроительный завод в Кирове, специализирующийся на выпуске бытовой техники. Наиболее известен производством стиральных машин серии «Вятка-автомат».
С 2018 года входит в состав китайского производителя бытовой техники «Haier».

## История
1 ноября 1941 года кировская артель им. XVII партсъезда была передана в Министерство местной промышленности, на её базе создан Завод металлоизделий. В числе продукции завода были стиральные доски. В 1959 году к заводу были присоединены два предприятия: завод Второй механический, созданный на базе артелей «Красный пресс», «Металлоремонт» и «Большевик», и завод «Весоремонтный», в который ранее вошла многопромысловая артель. Завод металлоизделий имел два участка — литейный и токарный, а также 3 цеха, каждый из которых располагал законченным циклом производства. В первом цехе изготавливалась алюминиевая штампованная посуда и электрочайники, в третьем — замки и ручные дрели, во втором с конца 1959 года было налажено производство стиральных машин «Вятка-3».
В 1966 году завод был переведён в Министерство машиностроение лёгкой и пищевой промышленности и бытовых приборов СССР и переименован в Завод стиральных машин. На заводе налажен выпуск утюгов, электродрелей, пылесосов. В 1971 году завод вновь получил новое имя — «Электробытприбор».
В 1974 году у итальянской компании «Merloni Progetti» (ныне — «Indesit») была куплена лицензия на производство стиральных машин. В 1979 году завершено строительство нового производственного корпуса, оснащённого оборудованием итальянской фирмы. Первая партия из ста стиральных машин «Вятка-автомат-12» была выпущена 23 февраля 1981 года. Модель представляла собой лицензионную копию одной из стиральных машин «Ariston». Завод быстро вышел на проектную мощность в 300 тыс. машин, и был единственным заводом в СССР, который выпускал стиральные машины-автоматы.
В 1992 году предприятие переименовано в производственно-торговую фирму «Веста». В 1998 фирма была объявлена банкротом. Конкурсные управляющие распродали все её вспомогательные структуры. Оставшийся комплекс мощностей приобрели три собственника: швейцарская фирма «Savacom», тольяттинская «Веста Плюс» и администрация Кировской области. Со временем единственным акционером осталась фирма «Savacom». Предприятие было акционировано.
В 1990-е годы на предприятии были разработаны новые стиральные машины с использованием комплектующих европейских фирм, произведена оптимизация производства, однако нестабильная экономическая ситуация привела к снижению спроса на стиральные машины и снижению объемов производства. Для конкурентной борьбы с иностранными аналогами требовалось более глубокая модернизация, на что не хватало оборотных средств. В 2005 году итальянский производитель бытовой техники «Candy Group» приобрел полный пакет акций «Весты». Новый собственник вложил в предприятие более 18 миллионов евро и произвел реконструкцию и модернизацию производства. Новый собственник отказался от первоначальных планов по прекращению производства «Вятки» и решил развивать товарный знак дальше. Появились новые модели «Вятка-Мария», «Вятка-Катюша» и «Вятка-Алёнка» основанные на базе стиральных машин «Candy», а также вертикальная стиральная машина «Вятка-Bianca 1000».
В 2006 году объём производства составил 60 тысяч единиц, в 2008 году — 300 тысяч стиральных машин. Через пять лет руководство предприятия объявило о начале производства холодильников. В 2015 году завод начал поставки продукции в Европу, Новую Зеландию, Австралию и Японию.
В 2018 году, после поглощения компании «Candy» китайским производителем бытовой техники «Haier», завод вошел в его состав. При этом на предприятии продолжился выпуск стиральных и стирально-сушильных машин под брендами «Candy» и «Hoover».

## Продукция
Завод известен выпуском стиральных машин «Вятка-автомат». К 2010 году владелец завода постепенно отказался от использования бренда.